# Cyrtonus versicolor
Cyrtonus versicolor es una especie de insecto coleóptero de la familia Chrysomelidae.
Fue descrita científicamente en 1883 por Marseul.